# Nalakankar Himal
El Nalakankar Himal es una pequeña subcordillera de la cordillera del Himalaya en el sur del Tíbet y la esquina noroeste de Nepal. Se encuentra al sur del lago Manasarowar. Su límite sur es el Humla Karnali, un afluente del Karnali, uno de los principales ríos del oeste de Nepal. Este río separa la cadena del Gurans Himal al sur y el este y de Kumaon al suroeste. En el este, el paso conocido como Lapche marca el punto de división entre el Nalakankar Himal y el Chandi Himal. Al norte y noroeste, la cordillera se desvanece en las estribaciones del norte del Himalaya y la meseta tibetana. 
La cadena tiene solo tres picos con nombre, de los cuales solo uno tiene más de 7,000 m, a saber, el Gurla Mandhata o Naimona'nyi. Este es un pico particularmente alto de 7.694 m, pero debido a su posición en el lado seco del Himalaya, bien en la meseta tibetana, no es particularmente empinado ni alto sobre el terreno local. Toda la cordillera es poco visitada, en parte debido a su ubicación aislada.  